# Noise pop
Noise pop – gatunek muzyczny, powstały w połowie lat 80. w Wielkiej Brytanii. Łączy w sobie proste, popowe melodie z efektem overdrive i gitarowym hałasem. Jest więc połączeniem noise rocka z popem. Stał się inspiracją dla stylu shoegaze.
Przyjmuje się, że gatunek stworzyła szkocka grupa The Jesus and Mary Chain z albumem Psychocandy (1985). Innym ważnym reprezentantem gatunku jest amerykański zespół Yo La Tengo.

## Przedstawiciele gatunku
Na podstawie źródła:
Archers of Loaf, Mercury Rev, Modest Mouse (początkowo), My Bloody Valentine, Ride, Sparklehorse, Spiritualized, The Jesus and Mary Chain, The Verve, Yo La Tengo.